# Zakaria al-Alhlami
Zakaria al-Alhlami (* 7. Juli 2004) ist ein katarischer Leichtathlet marokkanischer Herkunft, der sich auf den Hindernislauf spezialisiert hat und seit Januar 2024 international für Katar startberechtigt ist.

## Sportliche Laufbahn
Erste Erfahrungen bei internationalen Meisterschaften sammelte Zakaria al-Alhlami im Jahr 2024, als er bei den Westasienmeisterschaften in Basra in 3:41,67 min und 8:45,6 min jeweils die Goldmedaille über 1500 und 3000 m Hindernis gewann. Anschließend gewann er bei den Arabischen U23-Meisterschaften in Ismailia in 4:01,45 min die Silbermedaille im 1500-Meter-Lauf sowie in 8:49,81 min auch über 3000 m Hindernis. Im Jahr darauf gewann er bei den Asienmeisterschaften in Gumi in 8:27,12 min die Bronzemedaille im Hindernislauf hinter dem Inder Avinash Sable und Yūtarō Niinae aus Japan.

## Persönliche Bestzeiten
- 1500 Meter: 3:40,01 min, 15. Mai 2024 in Doha
- 3000 m Hindernis: 8:27,12 min, 29. Mai 2025 in Gumi